# Rio Apa Lazului
O Rio Apa Lazului é um rio da Romênia afluente do rio Şerel, localizado no distrito de Hunedoara.